# 2417 McVittie
2417 McVittie è un asteroide della fascia principale. Scoperto nel 1964, presenta un'orbita caratterizzata da un semiasse maggiore pari a 3,1806832 au e da un'eccentricità di 0,2244315, inclinata di 3,10798° rispetto all'eclittica.
L'asteroide è dedicato all'astronomo britannico George C. McVittie.